# Леопольд II (великий герцог Тоскани)
Леопольд II Джованні Джузеппе Франциск Фердинанд Карл (італ. Leopoldo II Giovanni Giuseppe Francesco Ferdinando Carlo d'Asburgo-Lorena; 3 жовтня 1797 — 29 січня 1870) — великий герцог Тосканський в 1824—1859 роках.

## Життєпис

### Молоді роки
Походив з династії Габсбург-Лотаринґен. Другий син Фердинанда III, великого герцога Тосканського, та Луїзи Марії Бурбон-Сицилійської. Народився 1797 року у Флоренції. 1800 року після смерті старшого брата Франца Леопольда став спадкоємцем трону. Втім у 1801 році батько втратив владу у Тоскані. Потім Леопольд з родиною перебрався до Зальцбурга, де Фердинанд отримав велике герцогство зальцбурзьке. З 1805 року Леопольд мешкав в Вюрцбурзі, де його батько став великим герцогом Вюрцбурзьким.
1815 року з родиною повернувся до Тоскани, де династію було відновлено на Тосканському троні. 1817 року в Дрезденні пошлюбив представницю Саксонських Веттіннів. У 1819—1822 роках разом з дружиною здійснив поїздку Європою.

### Панування
1824 року помирає його батько, й Леопольд стає новим великим герцогом. Підтвердив усі батьківські призначення та розпорядження. Першими наказами були зменшення податку на м'ясо та продовження рекультивації Маремми. Велику увагу приділяв розширенню порту Ліворно, будівництву нових доріг, розвитку туристичної діяльності (тоді її називали «іноземна промисловість») та розробкою копалень. На відміну від інших італійських держав виявив багато лібералізму щодо письменників та журналістів, пом'якшив діяльність цензури.
1832 року помирає його дружина. 1833 року пошлюбив в Неаполі представницю Сицилійських Бурбонів. У 1839 та 1841 роках Леопольд II надав дозвіл на проведення «Конгресів італійських вчених» у Пізі та Флоренції відповідно, незважаючи на погрози австрійського уряду та протести папи римського Григорія XVI. Водночас став приділяти увагу розвитку залічної мережі — до кінця його правління прокладено залізниці Флоренція-Піза-Ліворно, з відгалуженням від Емполі до Сієни та Флоренція — Прато-Пістоя-Лукка, але залізниці Флоренція-Ареццо та Ліворно-К'яроне залишилися у планах.
1844 року уклав Флорентійський договір з Моденою і Луккою, за яким внаслідок спадкування Карлом Луццьким герцогства Парми, отримував Лукку. Того ж року виявив турботу та енергійність під час порятунку людей від великої повені в Флоренції.
1845—1846 роках в різних районах країни відбулися заворушення, внаслідок чого Леопольд II провів низку адміністративних реформ. 4 вересня 1847 року Леопольд II створив Національну гвардію та розпочав підготовку до нової конституції, яку впроваджено 1848 року. Водночас 1847 року відповідно до умов Флорентійського договору 1844 року приєднав до своїх володінь герцогство Луццьке.
Втім Революційні події 1848 року змінили ситуацію: натхненні повстаннями в Мілані та Венеції ліберали та революціонери стали вимагати від великого герцога оголосити війну Австрії та долучитися до Сардинського королівства. Піддаючись народному тиску, відправи загін солдатів та добровольців до сардинського війська. Разом з тим відкрилася сесія першого парламенту. Але в Ліворно владу захопили демократи на чолі із Франческо Доменіко Геррацці та Джузеппе Монтанеллі. За цих обставин Леопольд II погодився на формування уряду Монтанеллі-Геррацці, але ті натомість повинні були приборкати крайніх революціонерів. Водночас в парламенті стали розробляти план скликання загальноіталійських установчих зборів, де б було утворено Італійське королівство на основі федерації з Леопольдом на чолі.
Побоючись революційних та республіканських настроїв великий герцог Тосканський розпочав таємні перемовини з австрійським командувачем Йозефом Радецьким. Леопольд II виїхав з Флоренції до Сієни, і зрештою до Порто-Санто-Стефано, залишивши листа до Геррацці, в якому заявив, що не може погодитися на скликання установчих зборів Італії. У відповідь 18 лютого 1849 року у Флоренції було оголошено про створення республіки. Леопольд перебрався до Гаети, де перебував папа римський Пій IX. Але поразки савойських військ й наступ австрійців змінили ситуацію. Вже в квітні влада установчих зборів була повалена, а Леопольд II погодився повернутися на трон. Втім прибув до Флоренції після вступу туди австрійського війська.
У 1850 році уклав з Австрією договір про перебування 10 тис. австрійських вояків в Тоскані на необмежений термін. У вересні того ж року розпустив Тосканський парламент. 1851 року уклав конкордат з Папським престолом доволі клерикального характеру. 1852 року було скасовано конституцію. У 1855 році австрійці залишили Тоскану.
У 1859 році з початком нової війни Сардинії проти Австрії під тиском населення дозволив добровольцям приєднуватис до сардинського війська. також було сформовано ліберальний уряд. Втім його голова Нері Корсіні став вимагати зречення Леопольда II на користь сина. Втім той відмовився. У 1859 році внаслідок загального повстання великий герцог втік до Болоньї, де відмовився від трону на користь син Фердинанда IV.

### Останні роки
У 1860 році перебрався до Відня, потім деякий час мешкав в Богемії. 1869 року перебрався до Риму, де помер 1870 року. Спочатку був похований у церкві Санті-Апостолі. У 1914 році його тіло було перевезено до Відня, щоб поховати його в мавзолеї Габсбургів.

## Родина
1 Дружина — Марія Анна, донька приннца Максиміліана Саксонського
Діти:
- Кароліна Августа Єлизавета (1822—1841)
- Августа Фердинанда (1825—1864), дружина Луїтпольда Віттельсбаха, принц-регента Баварії
- Марія Максиміліана Текла (1827—1834)

2 Дружина — Марія Антонія, донька Франциска I Бурбона, короля Обох Сицилій
Діти:
- Марія Ізабелла (1834—1901) — дружина принца Бурбон-Сицилійського Франческо, мала шестеро дітей;
- Фердинанд (1835—1908) — великий герцог Тоскани у 1859—1860 роках, був одруженим із саксонською принцесою Анною Марією, а після її смерті — із пармською принцесою Алісою, мав одинадцятеро дітей;
- Марія Тереза (1836—1838) — прожила 2 роки;
- Марія Крістіна (1838—1849) — прожила 11 років;
- Карл Сальватор (1839—1892) — фельдмаршал-лейтенант австрійської армії, винахідник, був одруженим із сицилійською принцесою Марією Іммакулатою, мав десятеро дітей;
- Марія Анна (1840—1841) — прожила 1 рік;
- Райнер (1842—1844) — прожив 2 роки;
- Марія Луїза (1845—1917) — дружина князя цу Ізенбург-Бюденгена Карла, мала дев'ятеро дітей;
- Людвік Сальватор (1847—1915) — науковець, був закоханий у принцесу Матильду Австрійську, після її загибелі не одружувався, мав численних позашлюбних дітей;
- Йоганн Сальватор (1852— остання звістка 1890) — військовик, кандидат на трон Болгарії у 1878, відмовився від титулів у 1889, був одруженим із танцівницею Людмилою Штубеле, відомості про дітей відсутні, зник безвісти у 1890 році.